# Tsch
Tsch – tetragraf występujący w ortografii niemieckiej. Odpowiada polskiemu „cz” oraz czeskiemu i słowackiemu „č”. W cyrylicy „tsch” zapisuje się za pomocą znaku „ч”.